# J. Henry Wilhelms
J. Henry Wilhelms (* 6. Januar 1940 in Bremen als Hanns-Henry Wilhelms) ist ein Kaufmann und Politiker (CDU) aus Bremerhaven. Er war Mitglied der Bremischen Bürgerschaft.

## Leben
Seine Eltern waren der Bremer Kaufmann Henry Jansen Diedrich Wilhelms (1914–1944) und dessen Frau Lisa, geb. Burmester (1914–2011).

### Ausbildung und Beruf
Wilhelms war als selbstständiger Kaufmann tätig. Er war  Geschäftsführer der Fischereihafen-Betriebsgesellschaft FBG in Bremerhaven und seit 2002 Geschäftsführer der Bremerhavener Versorgungs- und Verkehrsgesellschaft.

### Politik
Wilhelms ist Mitglied in der CDU in Bremerhaven. Er war dort von 1976 bis 1980 und dann wieder von 1984 bis 2003  Kreisvorsitzender der CDU.
Von 1975 bis zum 28. Oktober 1997 war er 22 Jahre lang Mitglied der Bremischen Bürgerschaft und in verschiedenen Deputationen und Ausschüssen der Bürgerschaft tätig. Er war ab 1996 bis 1999 Mitglied im Untersuchungsausschuss zum Bremer Vulkan.

### Weitere Tätigkeiten
- Er war Vorsitzender des Aufsichtsrates der Volksbank Bremerhaven-Wesermünde.